# Jessica-Bianca Wessolly
Jessica-Bianca Wessolly (* 11. Dezember 1996 in Mannheim) ist eine deutsche Leichtathletin, die sich auf Sprints spezialisiert hat und auch Staffeln läuft.

## Berufsweg
Seit Herbst 2013 besuchte Wessolly die Helene-Lange-Schule Mannheim, wo sie 2016 Abitur machte. Danach absolvierte sie ein Studium der Mathematik und Biologie auf Lehramt an der PH Heidelberg.

## Sportliche Laufbahn
Jessica-Bianca Wessolly bevorzugte anfangs längere Strecken.
2012 fiel sie bei Regionalmeisterschaften als 16-Jährige mit einem Doppelsieg über 400 (58,55 s) und 800 Meter (2:21,55 min) auf.
2013 wurde Wessolly Baden- und Baden-Württembergische U18-Meisterin und kam in Rostock bei den Deutschen U18-Meisterschaften über 400 Meter auf den 7. Platz.
2014 erreichte sie die gleiche Platzierung bei den Deutschen U20-Meisterschaften in Wattenscheid.
2015 wandte sich Wessolly mit dem Wechsel zur MTG Mannheim schon den Kurzsprints und der Staffel zu. Bei den Deutschen U23-Meisterschaften in Wetzlar belegte sie mit der 4-mal-400-Meter-Staffel den 6. Platz. Bei den Deutschen U20-Meisterschaften kam sie über 400 Meter auf den 8. Platz.
2016 holte sie in Wattenscheid mit der 4-mal-100-Meter-Staffel Gold bei den Deutschen U23-Meisterschaften und sicherte sich die Vizemeisterschaft über 200 Meter.
2017 wurde Wessolly bei den Deutschen U23-Meisterschaften in Leverkusen erneut Vizemeisterin über 200 Meter und holte Bronze mit der 4-mal-100-Meter-Staffel. Bei den Deutschen Meisterschaften wurde sie auf der 200-Meter-Distanz Fünfte und kam mit der 4-mal-100-Meter-Staffel auf den 4. Platz. Bei den U23-Europameisterschaften im polnischen Bydgoszcz schied sie mit der 4-mal-100-Meter-Staffel in der 1. Runde aus.
2018 war ihr bis dato erfolgreichstes Jahr, in dem sie mehrere persönliche Bestleistungen aufstellte und ihre ersten Medaillen in der Erwachsenenklasse errang. Bei den Deutschen Hallenmeisterschaften in Dortmund errang Wessolly Bronze über 200 Meter und Silber mit der 4-mal-200-Meter-Staffel. Zuvor hatte sie den 5. Platz über 60 Meter bei den Deutschen Hallenhochschulmeisterschaften in Frankfurt-Kalbach belegt und war über 200 Meter Deutsche Hochschulhallenmeisterin geworden. Bei den Deutschen U23-Meisterschaften in Heilbronn holte sie Doppelgold, im Einzel über 200 Meter und mit der 4-mal-100-Meter-Staffel. Bei den Deutschen Meisterschaften in Nürnberg errang Wessolly erneut Doppelgold, mit persönlicher Bestleistung von 22,89 s über 200 Meter und in der 4-mal-100-Meter-Staffel mit Ricarda Lobe, Alexandra Burghardt und Nadine Gonska. Vom Deutschen Leichtathletik-Verband wurde sie für die Europameisterschaften in Berlin nominiert. Im Jahr darauf gewann sie bei der Universiade in Neapel über 200 Meter in 23,05 s die Silbermedaille hinter der Weißrussin Kryszina Zimanouskaja und erreichte über 100 Meter das Halbfinale, in dem sie aber nicht mehr an den Start ging. Zudem wurde sie mit der 4-mal-400-Meter-Staffel in 3:34,66 min Sechste. Zuvor belegte sie bei den World Relays in Yokohama mit der 4-mal-200-Meter-Staffel mit 1:34,92 min Rang fünf.
Wessolly gehörte seit der Leistungssportreform 2017/18 zum Perspektivkader des Deutschen Leichtathletik-Verbandes (DLV) und war zwischenzeitlich (2019/2020) sogar Teil des Olympiakaders.
2022 gewann Wessolly mit der 4-mal-100-Meter-Staffel der Frauen die Goldmedaille bei den Europameisterschaften. Sie kam dabei im Halbfinale zum Einsatz, nachdem die schnellste deutsche Sprinterin, Gina Lückenkemper, als Folge ihres Sturzes beim Zieleinlauf ihres 100-Meter-Finals geschont werden sollte. Gemeinsam wurden sie für diese Leistung 2. bei der Wahl zur Mannschaft des Jahres.

## Vereinszugehörigkeiten
Jessica-Bianca Wessolly startete von 2014 bis 2022 für die MTG Mannheim und zuvor für den DJK Käfertal-Waldhof. Seit 2023 startet sie für den VfL Sindelfingen.

## Bestleistungen
(Stand: 19. Dezember 2022)

Halle
- 60 m: 7,41 s (Mannheim, 30. Januar 2021)
- 200 m: 23,33 s (Leipzig, 17. Februar 2019)
- 400 m: 55,47 s (Leipzig, 27. Februar 2016)
- 800 m: 2:21,82 s (Karlsruhe, 12. Februar 2012)
- 4 × 200 m: 1:34,89 min (Leipzig 17. Februar 2019)

Freiluft
- 100 m: 11,36 s (+0,6 m/s) (Mannheim, 30. Juni 2019)
- 200 m: 22,89 s (−0,6 m/s) (Nürnberg, 22. Juli 2018)
- 400 m: 56,01 s (Pfungstadt, 3. August 2016)
- 800 m: 2:28,83 s (Ebensee, 15. September 2012)
- 4 × 100 m: 42,69 s (Zürich, 30. August 2018)

## Erfolge
national
- 2013: 7. Platz Deutschen U18-Meisterschaften (400 m)
- 2014: 7. Platz Deutschen U20-Meisterschaften (400 m)
- 2015: 6. Platz Deutschen U23-Meisterschaften (4 × 400 m)
- 2015: 8. Platz Deutschen U20-Meisterschaften (400 m)
- 2016: Deutsche U23-Meisterin (4 × 100 m)
- 2016: Deutschen U23-Vizemeisterin (200 m)
- 2017: Deutschen U23-Vizemeisterin (200 m)
- 2017: 3. Platz Deutsche U23-Meisterschaften (4 × 100 m)
- 2017: 5. Platz Deutsche Meisterschaften (200 m)
- 2017: 4. Platz Deutsche Meisterschaften (4 × 100 m)
- 2018: Deutsche Hochschulhallenmeisterin (200 m)
- 2018: Deutsche Hallenvizemeisterin (4 × 200 m)
- 2018: 3. Platz Deutsche Hallenmeisterschaften (200 m)
- 2018: Deutsche U23-Meisterin (200 m und 4 × 100 m)
- 2018: Deutsche Meisterin (200 m und 4 × 100 m)
- 2019: Deutsche Hallenvizemeisterin (200 m)
- 2019: Deutsche Hallenmeisterin (4 × 200 m)
- 2020: Deutsche Hallenmeisterin (200 m)

international
- 2017: Teilnahme U23-Europameisterschaften (4 × 100 m)
- 2019: Halbfinale Weltmeisterschaften in Doha (200 m)
- 2022: Europameisterin in München (4 × 100 m)